# Цурцумия, Нугзари
Нугзари Цурцумия (груз. ნუგზარი წურწუმია; 25 февраля 1997, Самегрело — Земо-Сванети — 3 июля 2024, Хоби, Самегрело — Земо-Сванети) — грузинский борец греко-римского стиля, чемпион мира 2019 года, призёр чемпионатов мира и Европы.

## Спортивная карьера
Родился в 1997 году. В 2014 году стал бронзовым призёром чемпионата Европы среди кадетов. В 2015 году стал серебряным призёром чемпионата мира среди юниоров и бронзовым призёром чемпионата Европы среди юниоров. В 2016 году стал чемпионом Европы среди юниоров и бронзовым призёром чемпионата мира среди юниоров. В 2017 году стал бронзовым призёром чемпионата Европы среди юниоров.
1 мая 2018 года в Каспийске, одолев в схватке за 3 место россиянина Василия Топоева, завоевал бронзовую медаль чемпионата Европы. В октябре 2018 года стал бронзовым призёром чемпионата мира в Будапеште.
В сентябре 2019 года на предолимпийском чемпионате мира, который проходил в столице Казахстана, в весовой категории до 55 кг завоевал золотую медаль, победив в финале местного борца Корлана Жаканшу.
В феврале 2020 года на чемпионате континента в итальянской столице, в весовой категории до 55 кг Нугзари в схватке со спортсменом из Румынии Флорином Тица завоевал очередную свою бронзовую медаль европейского первенства.

## Смерть
В начале июля 2024 года Нугзари Цурцумия умер. Тело спортсмена было найдено 3 июля 2024 года в его доме в городе Хоби. По предварительным данным причиной смерти стал суицид. За последние полгода жизни борец потерял отца, брата и мать.